# Звезда (производитель игрушек)
ООО «Звезда» — российский производитель пластиковых масштабных моделей самолётов, вертолётов, кораблей, автомобилей и прочей военной и гражданской техники. Компания была основана в 1990 году Константином Кривенко.
С 2024 года входит в издательский холдинг Hobby World.

## История
- 1 июля 1990 год[1][5] — регистрация Арендного предприятия на базе Московского станкостроительного завода.
- 1991 год — АП «Звезда» выпустило первый набор из серии «Военно-исторические миниатюры» — «Пехота Красной армии»[5].
- 1993 год — ОАО «Звезда» выигрывает инвестиционный конкурс и приобретает Лобненскую фабрику пластмассовой игрушки, ставшую главной производственной базой предприятия[1][5].
- 1994 год — Компания вышла на международный рынок[1].
- 1997-2005 год — компания выпускает кукол стандарта «Барби».
- С 2000 года — создание и производство настольных игр, которые дифференцированы тематически и ориентированы на разные возрастные группы[1], первой настольной игрой был варгейм эпоха битв.
- 2001-2017 год — компания выпускает фэнтезийный варгейм кольцо власти.
- По состоянию на 2005 год компания занимает 75% моделизма в России и 2% моделизма в мире.
- С 2010 года — компания производит варгейм art of tactic[1].
- 2011 год — компания прекращает производство варгейма эпоха битв.
- 5 июля 2014 год — умер основатель компании Константин Кривенко[4].
- 2016 год — компания начинает производить линейку военных кораблей «World of Warships»[1].
- 23 октября 2024 года — компания вошла в издательский холдинг Hobby World[2][3].

## Производство

### Сборные модели
Основные этапы производства моделей: изготовление пресс-форм, литьё деталей и фигур, формирование конечного изделия сосредоточены в одном месте — на бывшей Лобненской фабрике пластмассовой игрушки.

### Настольные игры
Производство настольных игр расположено в России. Продукция проходит сертифицию в России.

## Продукция
Компания выпускает сборные модели различных направлений и масштабов — авто- и бронетехнику (масштаб 1:35 и 1:100 (серия история на ладони)), авиацию (масштаб 1:144 и 1:48), флот (масштаб 1:700 и масштаб 1:720), военно-историческую миниатюру (фигуры солдат, масштаб 1:72) и гражданскую технику (масштабы 1:72, 1:35 и др.). Сборные модели выпускаются по лицензиям КБ «Камов», КБ «Сухой», КБ «Туполев», ПАО «КАМАЗ», ОКБ им.Сухого, РСК "МиГ", ГАЗ, Boeing, Airbus, УралВагонЗавод. Является эксклюзивным дистрибьютором в России фирмы-производителя «Италери» («Italeri», Италия) и компании «Драгон» («Dragon», Китай). Компанией так же выпускются настольные варгеймы с миниатюрами, "Hot war. Битва за нефть", Art of tactic. Великая Отечественная", "Сёгун. Битвы самураев", "Непобедимая Армада" (масштабы 1:72 и масштаб 1:100).